# Национален автономен университет на Мексико
Националният автономен университет на Мексико (на испански: Universidad Nacional Autónoma de México) е държавен университет в град Мексико.
За всички латиноамериканци и особено за неговите студенти, а и в северните съседи САЩ и Канада, е познат с инициалите си УНАМ.
Основан е на 21 септември 1551 г. и след тривековно просъществуване е временно закрит през 1867 г. от Бенито Хуарес. През 1910 г. в новото си превъплъщение се възражда като модерен университет по западно-европейски модел от общественика Хусто Сиера Мендес (1848 – 1912) като либерална и модерна алтернатива на обвързания с католицизма бивш Кралски и папски университет на Мексико.
УНАМ е единственият университет в Мексико, който сред възпитаниците си има Нобелови лауреати. Това са Алфонсо Гарсия Роблес (мир), Октавио Пас (литература) и Марио Молина (химия).
Основният му кампус, „Университетски град“ („Сиудад Университария“), е част от списъка на ЮНЕСКО за паметниците на световното културно и природно наследство.

## Основаване
В Нова Испания отец Фра Бартоломе де ла Касас прави първите постъпки за основаване на университет през 1537 г., „за да се даде на местните покорени племена достъп до по-високата испанска култура“ Официално университетът води началото си от кралския указ на Карлос V Испански от 22 септември 1551 г., основаващ Кралския университет на Мексико, първи на Американския континент. В хрониката „Латински диалози“ на Франциско де Сервантес де Саласар от 1554 г. се дава първото описание на тогавашните условия през първите дни от създаването му.

### Исторически сгради
От средата на 16 век до средата на 20 век университетът се помещава в центъра на град Мексико, зад катедралата.
- Първоначално се намира в една масивна постройка на улица „Ескалерияс“, където е до 1594 г.
- През 1584 г. на същата улица, но на юг от Кралския дворец, до „Пласа Воладор“, започва да се строи новата университетска сграда. „Кралският Kанал“ отделял сградата от централния градски площад – „Пласа Майор“.
- Поредното подновяване на университета става през 1775 г., когато изграждат новата барокова сграда. Постройка била съставена от четири свързани в правоъгълник крила, с обширен вътрешен атриум и портици на всяка страна към улиците на първия етаж. За испанската цивилизация барокът има особено значение и се свързва с т.нар. Златен век на испанската култура, както в архитектурата, така и в литературата и музиката. Тези тенденции се усещат и в Нова Испания.

- Исторически сгради на УНАМ
- Паласио де минерѝя
- Вътрешността на академията Сан Карлос: най-горния етаж и стъкления купол
- Фасадата на академията Сан Карлос от улица Академия

С края на 18 век се налага ново културно течение – неокласицизмът. През 1780 г. в град Мексико се основава архитектурното училище „Академия де Сан Карлос“. Този факултет се настанява в новопостроената неокласическа постройка зад Двореца на Правителството на улица „Академия“.
- През 1789 г. с указ на Карлос VI се ремоделира и цялата фасада на университета от стил барок в модерния за времето неокласически стил.
- Между 18. и 19 век се построява сграда (Паласио де минерѝя) за Инженерния и Минно-геоложкия факултети; днес там се помещава музей на минното дело и се смята за една от най-значимите сгради образци от този период.
- Впоследствие факултетите по Архитектура и Инженерни науки се преместват в други сгради в центъра на града, а Училището по медицина се помещава в бившия Дворец на Инквизицията, на североизточния ъгъл на „Пласа де Санто Доминго“, дело на известния в Мексико архитект Педро де Арриета, първопроходник на барока в Мексико през първата половина на 18. век.

### Първи катедри
В духа на епохата първите катедри на университета били Гражданско право, Медицина и Философия, Теология и Канонично право. Впоследствие се добавят Архитектурен, Строителен и Минно-геоложки факултет.

### Възпитаници
От „древния период“ са писателите Бернардо де Балбуена и Карлос де Сигуенса и Гонгора, възпитаници на тази алма матер. За славата на университета свидетелства и авторът Хуан Руис де Аларкон. Възпитаник на архитектурния факултет е Мануел Толса, който проектира неокласическата сграда на университета.

### По време на войната за независимост
През времето на войната за освобождаване на Мексико университетът както и страната западат. Между 1833 и 1865 г. се осъществяват няколко опита да се възроди до предвоенното си състояние. През 1865 г. университетът е временно затворен от император Максимилиян. След като бил просъществувал три века либералите на диктатора Бенито Хуарес окончателно го закриват през 1867 г. На негово място се основава „Подготвителната школа“ („Ескуела препаратория“) и до възраждането на университета през 1910 г. се говори за „период на школите“.

## Новият университет

### Възстановяване
След близо 50-годишно прекъсване на централизирана академична дейност УНАМ е възстановен през 1910 г. Университетът обхванал първоначално Изящните изкуства, Бизнес, Политически науки, Юриспрунденция, Инженерство, Медицина, Нормалните гимназии и Националните подготвителни училища, Негов пръв ректор става Хоакин Егия и Лис.

### Политически предизвикателства
Предизвикателствата пред новия университет били основно политически, дължащи се на продължаващата все още Мексиканска революция и на факта, че Федералното правителство упражнявало директен контрол върху уредбата на университета и учебните програми; някои се противопоставяли на установяването им поради идеологически причини. Тези противопоставяни довели до смущения във функцията на университета особено в моменти на политическа нестабилност, когато се стигнало до оставки в правителството, включително и на президента Диас. Първата студентска стачка е през 1912 г. в знак на протест срещу изпитните методи, въведени от декана на Юридическия факултет, Луис Кабрера. През юли на същата година мнозинството от студентите по право решават да напуснат университета и да се присъединят към новосъздаденото Свободна правна школа.
През 1914 г. усилията да самостоятелност на университета не се увенчават с успех.

### Герб, девиз и стачки
През 1920 г. Хосе Васконселос става ректор. През 1921 г. той създава герба на училището: изображенията на орел и кондор, облегнати на картата на Латинска Америка, от северната граница на Мексико до Огнена земя, с девиз „Духът ще говори за моята раса“. Усилията за независимост на университета продължават и в началото на 20-те години. В средата на 20-те втора вълна от студентски стачки се противопоставя на системата за оценяване. Стачките включват напускане на лекциите по право и сблъсъци с полицията в медицинския факултет. Много преподаватели подкрепяли студентите и в последвалите преговори в крайна сметка се стигнало до спечелване на автономност за университета. Учебното заведение не било повече подведомствено на Секретариата на общественото просвещение; ректорът на университета става окончателно крайна инстанция, премахвайки дотогавашното досадно объркване

### Преместване на нов терен
През 1943 г. се взема първоначалното решение за преместване на университета от различните сградите го в центъра на града до нов и консолидиран университетски кампус; решава се Сюдад университария (Университетският град) да бъде в Сан Анхел, на юг от града. Първият камък се полага на в основите на сградата на факултета по точни науки, първа сграда на Сюдад университария. Президентът Мигел Алеман Валдес се включва в церемонията на 20 ноември 1952 г. Университетският Олимпийски стадион е открит на същия ден. През 1957 г. е основан Докторатски съвет за уреждане и организиране на постбакалавърски следвания
- Новите сгради на УНАМ
- Кулата на ректората
- ректората с фреските на Давид Алфаро Сикейрос
- панорамен изглед към централната библиотека
- Централна библиотека на УНАМ
- сградата на Природонаучния Факултет

### Нови стачки
Друга основна студентска стачка, отново по повод правилата за оценяване се вдига през 1966 г. Студентите нахлуват в Ректората и принуждават ректора да подаде оставка. Съветът на регентите не приема тази оставка, така че професорите също излизат на стачка, парализирайки университета и налагайки на съвета да приеме. През лятото в кампусите на няколко свързани с университета подготвителни училища избухват размирици; полицията окупира редица колежи, нанасяйки на протестиращите телесни повреди. През август 1968 г. се надига вълна от студентски протести срещу полицейските действия в основния кампус и на други университетски заведения в центъра на града. Протестите прерастват в Студентско движение, което освен друго настоява за оставката на шефа на полицията. Следват други по-чести и по многобройни протести през септември.

### Клането в нощта на Тлателолко
На 2 октомври 1968 г. по време на среща на лидерите на студентите, армията атакува сградата Чиуауа в Тлателолко, където се намирали организираните студенти. Те също така стреляли срещу тълпата от 10 хиляди отвън, като задържали, ранили или убили много студенти (няколкостотин, или около хиляда) Събитията са отразени в много произведения на мексиканската литература и кинематография. Най-известните две са филмът на Хорхе Фонс „Червено зазоряване“ и книгата „Нощта на Тлателолко“ на Елена Понятовска. Протестите продължават и след това. Само десет дни по-късно се откриват Олимпийските игри на стадиона на университета. Учебните занятия са прекратени за времето на игрите. Едва доста по-късно се постига напредък към възстановяването на реда.

### Опити за децентрализация
През 1970-те и 1980-те години се откриват сателитни колежи в други части на Мексико и близките райони за децентрализиране на системата. Няколко незначителни студентски стачки избухват най-вече по повод оценяването и учебната програма. Последната мащабна студентска стачка в университета избухва през 1999 – 2000 г. за почти една година, протестирайки предложение за събиране на семестриална такса еквивалентна на 150 американски долара от онези студенти, които биха могли да си го позволят. Нито една от страните не се съгласила с резултатите на референдуми по тези въпроси, съответно организирани от едната или ответната страна. В изпълнение на съдебно решение полицията щурмува сгради, окупирани от стачкуващите на 7 февруари 2000 г., преустановявайки по този начин стачката.

### 100-годишен юбилей
През 2009 г. университетът е награден с Наградата на принца на Астурия за комуникация и хуманитарни науки. Така започна честването на 100-годишнината, заедно с някои други мероприятия, които продължават и през 2011 г.

## Съвременният университетски град
Издигнат на вулканична почва, университетският град на Мексико сити е разположен южно от столицата на страната на необработваем и негостоприемен терен известен като „Камънакът“ (Ел Педрегал, исп.: „Pedregal“), който е замръзнал във вкаменена лава, изригната от няколкото близки вулкана преди около 6 хил. или повече години. Още от древно време насам „Камънакът“ привлича местните да се дивят, но не и да се заселват на този екзотичен пейзаж.
В началото на 1940-те години се решава този терен да поеме новите сгради на университета. Дотогава те са разпръснати из центъра на град на Мексико. Построен между 1950 и 1954 г., университетът илюстрира върхов момент в политическия и културен живот на Мексико и кулминацията на мексиканския революционен процес от 1910 г. насам. Сградите на университета отразяват както тенденциите в модерната световна архитектура, така носят и следите на местната мексиканска архитектурна традиция. Повече от 60 архитекти проектират един от най-емблематичните комплекси на съвременно Мексико. Комплексът е под защитата на ЮНЕСКО като световен паметник на културата. Определен е на основание критерии 1, 2 и 4:
- (1). Представлява архитектурен шедьовър, израз на човешкия строителен гений;
- (2). Явява се символ на културния обмен между местните и придошлите култури обединили се от този географски район;
- (4). Пример е на изключителен тип конструкция в хармония с околния пейзаж.

Впечатляващи са монументалните цветни пана, посветени на различни, исторически, социални или етнографски теми: толерантност, диалог, разнообразие, регионализъм и интернационализъм, абстракционизъм, разпространение на религиите, центроамерикански корени на съвременната мексиканска култура, човекът и атомната енергия за мир, съвремие, технологии, познания, прогрес.
Университетският град е пример за модерния урбанизъм и едновременно с това съхранява местните културни традиции. УНАМ и университетът на Венецуела в Каракас са единствените мащабни строежи с образователна цел, построени в Латинска Америка през 1940-те години.

## Ресурси
Инфраструктурата, научните фондове и ресурсите на УНАМ са най-добрите за страната. Научните богатства на университета включват множество лаборатории и научни институти:
- 143 специализирани библиотеки
- Мексиканската национална библиотека
- Национален център за борба с природни бедстия (Centro Nacional de Prevención de Desastres Naturales)
- Национална сеизмологична служба (Servicio Sismológico Nacional)
- Пост за наблюдение на вулкана Попокатепетл (Monitoreo del Volcán Popocatépetl)
- Национална океанографска мрежа (Red Mareográfica Nacional)
- 2 океанографски кораба „El Puma“ за Тихоокеанските води и Морето на Кортес и „Justo Sierra“ изучаващ водите на Мексикансия залив и Карибско море; както и ред изследователски платформи
- Национална астрономическа обсерватория в Сан Педро Мартир в Долна Калифорния (Observatorio Astronómico Nacional en San Pedro Mártir
- Сцинтилационна интерпланетарна обсерватория (Observatorio de Centelleo Interplanetario)
- Голям телескоп на Канарските острови (Gran Telescopio de Isla Canarias)
- Детектор за нтиматерия на борда на Медународната космическа станция
- Ядрени реактори
- Ускорители на елементрани частици
- Спътници
- Високоразделителни елетронни микроскопи
- позитронни томографи (Biograph PET-CT) и други[39][40][41]
- Три мини резервата за екологични проучвания „El Pedregal de San Ángel“, „Chamela“ и „Los Tuxtlas“ и един в процес на изграждане – „Coantepec“ в Морелос
- Обширна ботаническа градина
- Национален билкарник (хербарий)
- Адаптивен (учещ) суперкомпютър
- един от най-мощните латиноамерикански суперкомютри „KanBalam“
- Електроцентрала с възстановяващи се източници
- Участие в изграждането на най-големите световни телескопи
- Културен теле канал с 21 милиона абонати
- Радио УНАМ (Radio UNAM, XEUN-AM – 860kHz, XEUN-FM – 96.1MHz, XEYU-OC – 9600kHz